# Polonia ai Giochi della XXVI Olimpiade
La Polonia partecipò ai Giochi della XXVI Olimpiade, svoltisi ad Atlanta, Stati Uniti, dal 19 luglio al 4 agosto 1996, con una delegazione di 165 atleti impegnati in venti discipline.